# Phóng sự
Phóng sự, một thể loại của ký, là trung gian giữa văn học và báo chí. Phóng sự khác với thông tấn ở chỗ nó không chỉ đưa tin mà còn có nhiệm vụ dựng lại hiện trường cho mọi người quan sát, phán xét. Do đó, phóng sự nghiêng hẳn về phía tự sự, miêu tả, tái hiện sự thật, nhưng nội dung tự sự thường không dựa vào một cốt truyện hoàn chỉnh.

## Đặc điểm
Phóng sự đòi hỏi nhiều thời gian và công sức để điều tra, thâm nhập thực tế và phỏng vấn nhiều người. Phóng sự cung cấp cho người đọc một cái nhìn cận cảnh và toàn cảnh về một hiện tượng, thường là đặc biệt, diễn ra trong xã hội. Thông qua những ghi chép cụ thể, sinh động tình hình một vấn đề, một sự việc nào đó đang là vấn đề thời sự mang tính bức xúc, phóng sự thể hiện tính chiến đấu cao độ, dùng sự thật để bác lại những nhận thức còn sai lệch, lấy sự thật đời sống để ảnh hưởng đến nhận thức của xã hội. Do đặc thù thể loại, tính chân thực về thời gian, địa điểm, sự kiện, con người và chi tiết là những yếu tố cốt lõi của phóng sự.
Trong phóng sự thường nổi lên hình tượng tác giả xông xáo, tự mình thăm dò, hỏi han người thực việc thực. Tác giả phóng sự báo chí thường là những người tác nghiệp cho một cơ quan thông tấn, nhưng quan điểm riêng của họ có ý nghĩa quan trọng, làm cho họ không chỉ là người đưa tin mà còn là người phân tích độc lập, đáng tin cậy.
Phóng sự cũng như các bài báo khác luôn được định hình từ nguyên tắc "five W": Who (Ai)?, Where (Ở đâu)?, When (Khi nào)?, What (Cái gì)? Why (Tại sao)?
Phóng sự văn học, ngoài các tư liệu thực tế xác thực, nhà văn còn có thể sử dụng các thủ thuật hư cấu nhất định nhằm làm cho câu chuyện được kể trở nên hấp dẫn hơn. Những phóng sự văn học dạng này có thể kể đến Ngục Kom Tum của Lê Văn Hiến; Việc làng, Dao cầu thuyền tán của Ngô Tất Tố; Cạm bẫy người, Cơm thầy cơm cô của Vũ Trọng Phụng. Tại Việt Nam trước 1945, Vũ Trọng Phụng còn được mệnh danh là "vua phóng sự Bắc Kỳ", với những phóng sự ít nhiều có cốt truyện, có chỗ đọc như tiểu thuyết.
Giá trị của một thiên phóng sự thể hiện ở cả hai mặt: thứ nhất, nó phải nêu ra được những bằng chứng cụ thể với những tài liệu chính xác thể hiện qua các con số, biểu đồ, thống kê; thứ 2, trên cơ sở phân tích tư liệu, số liệu, nó phải đặt ra được những vấn đề thời sự mang ý nghĩa xã hội to lớn.

## Thể loại
Trong thời hiện đại, ngoài báo hình còn có báo nói, báo viết, do đó ngoài phóng sự viết còn có phóng sự ảnh, phóng sự truyền hình, phóng sự nói (phỏng vấn). Tuy nhiên, phóng sự viết vẫn có vị trí riêng do sự trần thuật, phân tích bằng ngôn ngữ.

## Một số phóng sự
Phóng sự là một thể loại ra đời muộn ở phương Tây vào những năm cuối thế kỷ 19 và ở Việt Nam vào năm 1932 với tác phẩm Tôi kéo xe của Tam Lang Vũ Đình Chí (1900-1983).
Trong thời thuộc địa, Nguyễn Ái Quốc với phóng sự Bản án chế độ thực dân Pháp, nữ văn sĩ Pháp Andrée Viollis với Đông Dương cấp cứu gây chấn động dư luận thế giới.
Một số phóng sự trước và trong thời kỳ Đổi Mới ở Việt Nam phơi bày các mặt trái nhức nhối của xã hội đương thời, có tác dụng thức tỉnh lớn góp phần làm thay đổi nhận thức xã hội. Nổi tiếng trong đó phải kể đến phóng sự Cái đêm hôm ấy... đêm gì của Phùng Gia Lộc, Lời khai của bị can của Trần Huy Quang, hay Ông gia ôm 7kg đơn từ của Xuân Ba.